# Podrážek
Podrážek (německy Podraschek) je malá vesnice a část města Choceň v okrese Ústí nad Orlicí. Nachází se asi 3,5 kilometru jižně od Chocně. Vesnice byla do roku 1854 nazývána jako Podsracžek, poté jako Podrážky. Svůj nynější název získala roku 1904. Ve vesnici se nachází jeden rybník a jedna hasičská nádrž. Podrážek leží v katastrálním území Dvořisko o výměře 2,2 km².

## Historie
První písemná zmínka o vesnici pochází z roku 1755.

## Pamětihodnosti
Uprostřed vsi stojí kamenný kříž z roku 1896, dílo kameníka Josefa Reila z Chocně.

## Rodáci
Antonín Markl (1836–1907), chemik, fotograf, odborný spisovatel, pedagog

## Galerie

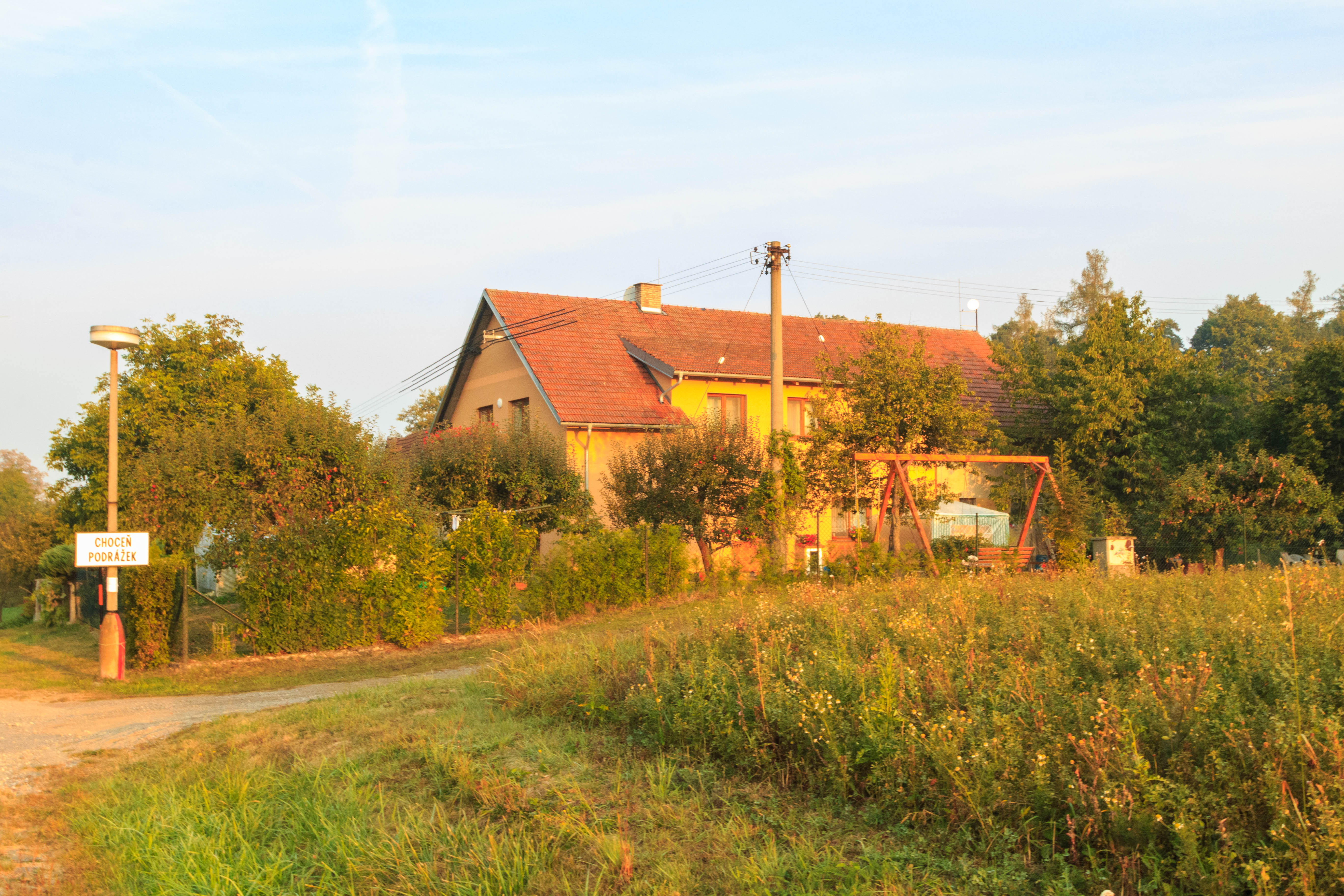
Dům čp. 7
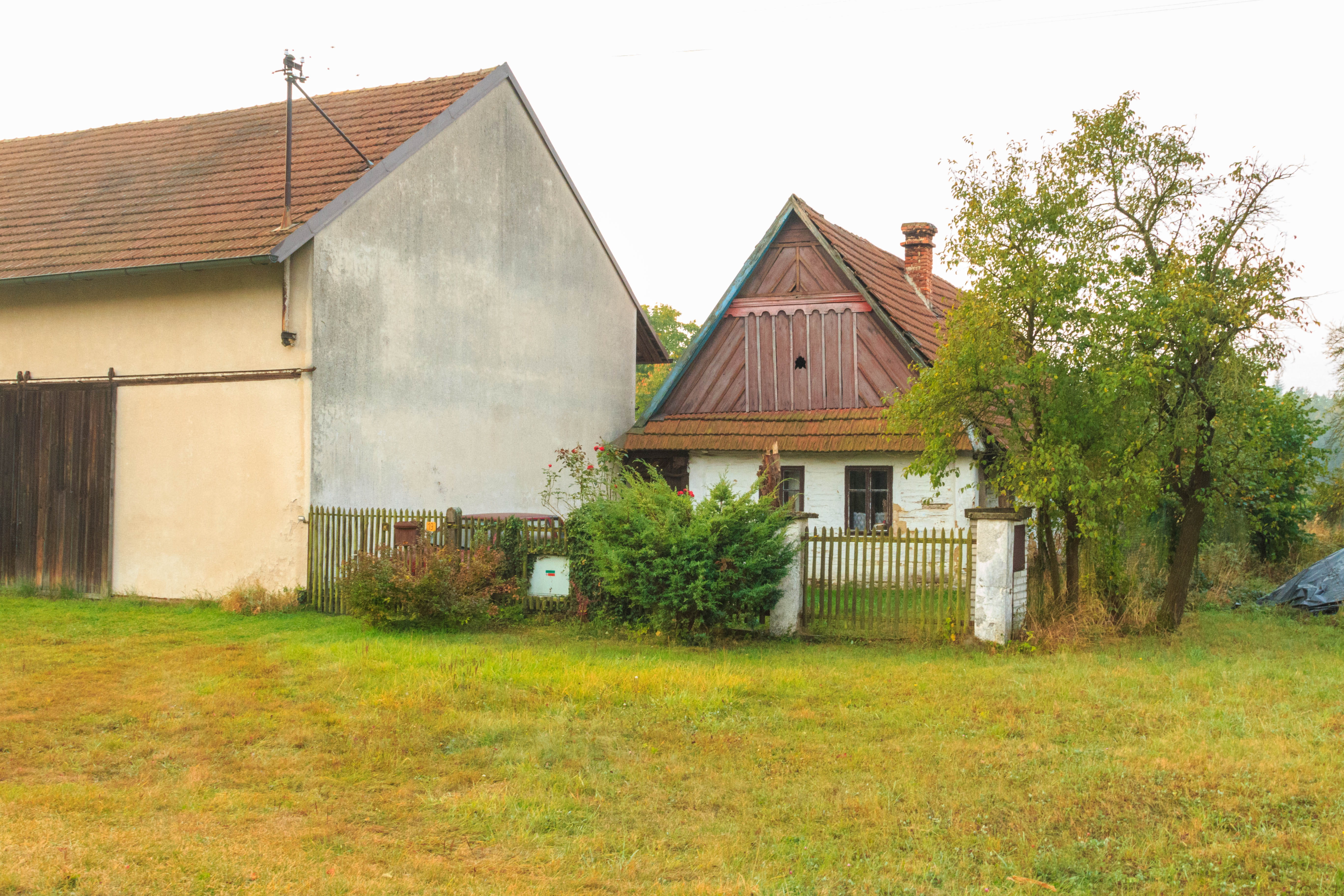
Dům čp. 14
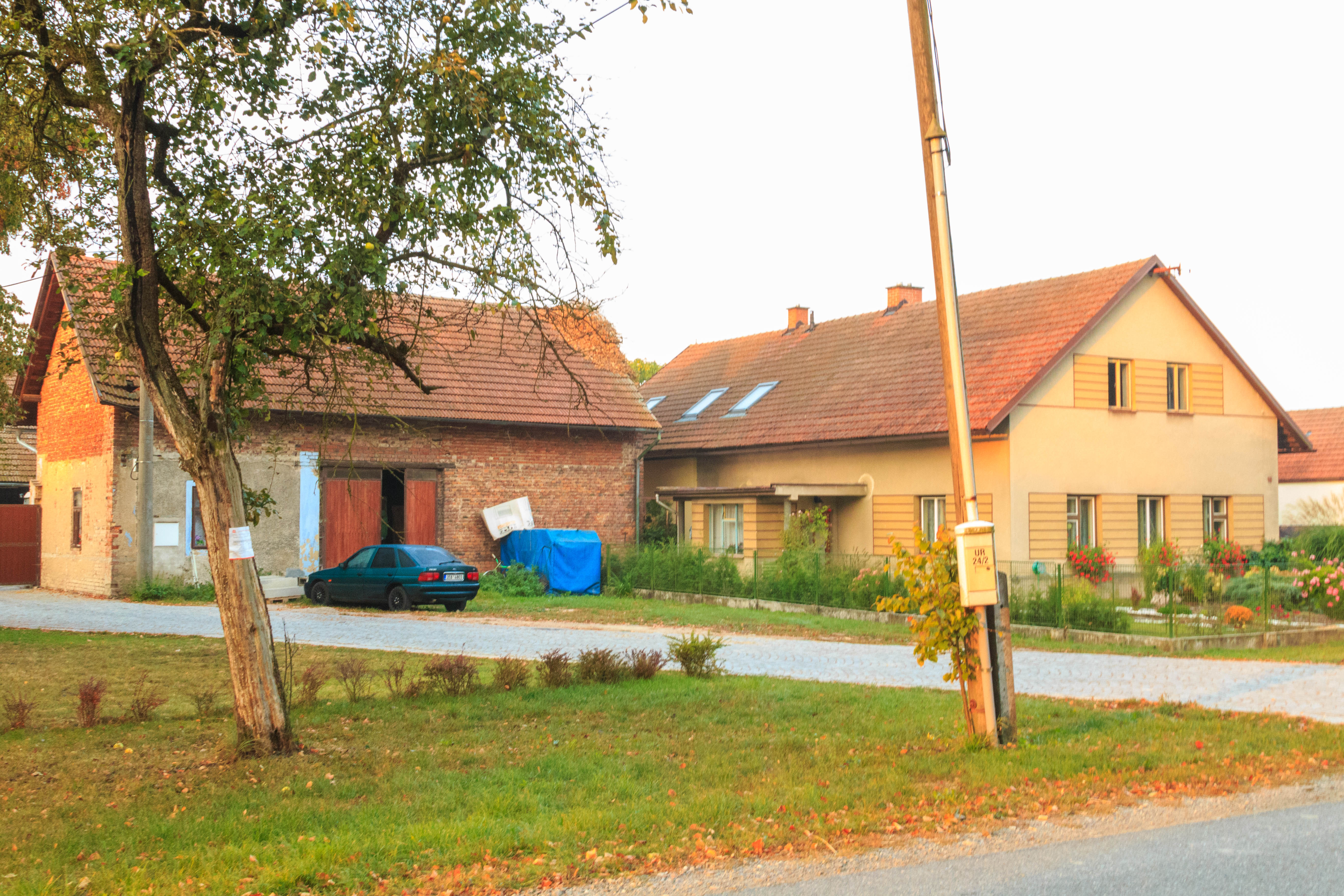
Dům čp. 13
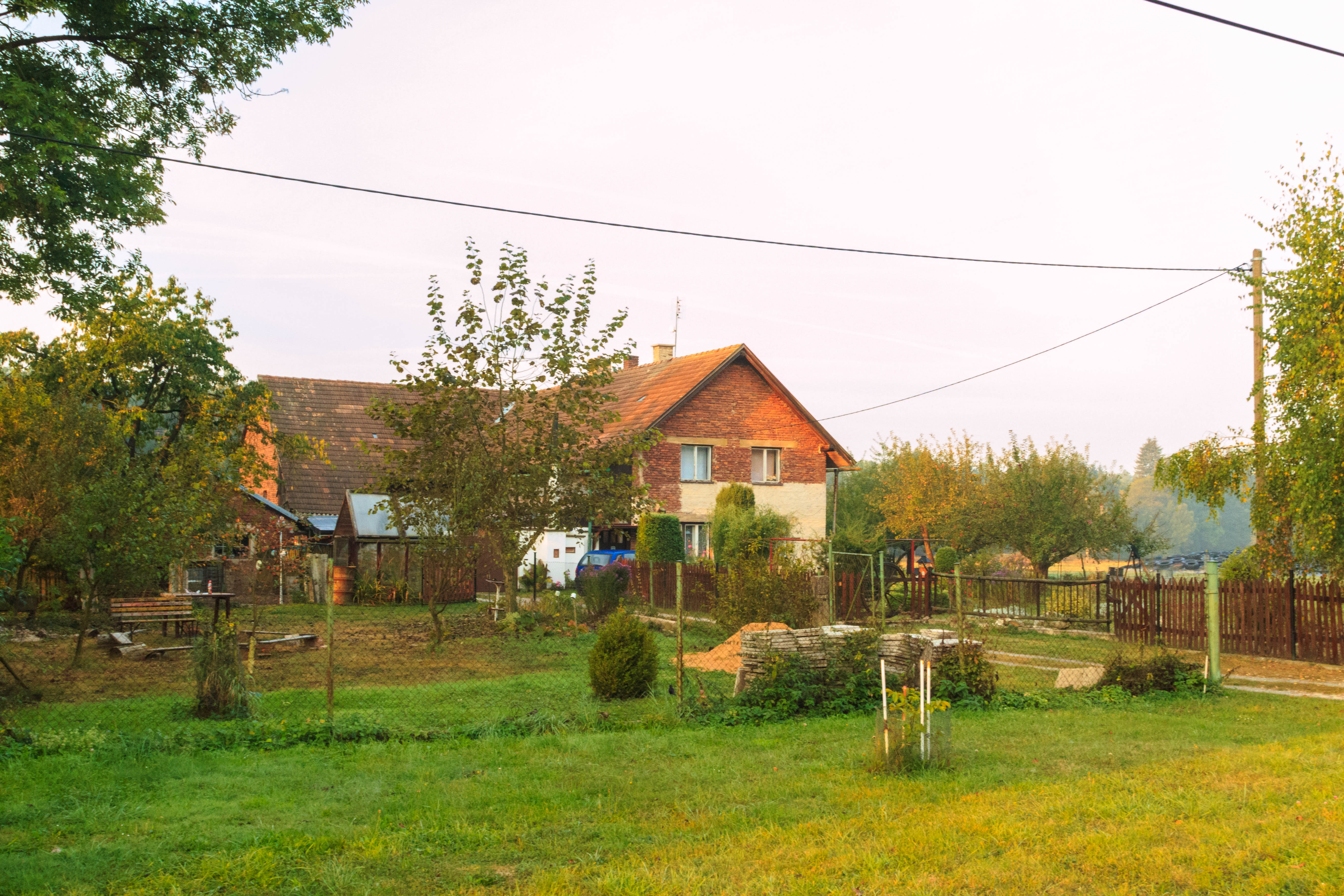
Dům čp. 5